# Меркадо, Габриэль
Габриэль Иван Меркадо (исп. Gabriel Iván Mercado; родился 18 марта 1987 года, Пуэрто-Мадрин, провинция Чубут) — аргентинский футболист, защитник бразильского клуба «Интернасьонал». Выступал за сборную Аргентины.

## Клубная карьера
Меркадо — воспитанник клуба «Расинг» из Авельянеды. 21 февраля 2007 года в матче против «Сан-Лоренсо» он дебютировал в аргентинской Примере. 30 ноября 2009 в поединке против «Банфилда» Габриэль забил свой первый гол за «Расинг».
В 2010 году 50 % прав на футболиста за 800 тыс. долларов приобрёл «Эстудиантес». 7 августа в матче против «Ньюэллс Олд Бойз» Меркадо дебютировал за клуб из Ла-Платы. 12 сентября в поединке против своей бывшей команды «Расинга» он забил свой первый гол за «Эстудиантес». В том же году в Габриэль стал чемпионом Аргентины.
В 2012 году Меркадо перешёл в «Ривер Плейт». 6 августа в матче против «Бельграно» он дебютировал за новый клуб. 16 сентября 2013 года в поединке против «Арсенала» из Саранди Габриэль забил свой первый гол за «Ривер». В 2014 году Меркадо завоевал Суперкубок Аргентины и во втором раз стал чемпионом страны.
Летом 2016 года Габиэль перешёл в испанскую «Севилью», подписав контракт на три года. 21 августа в матче против «Эспаньола» Меркадо дебютировал в Ла Лиге. В поединке против «Бетиса» он забил свой первый гол за «Севилью».

## Международная карьера
В 2007 году в составе молодёжной сборной Аргентины Меркадо стал победителем молодёжного Чемпионата мира в Канаде.
11 февраля 2010 года в товарищеском матче против сборной Ямайки Габриэль дебютировал за сборную Аргентины.
25 марта 2016 года в отборочном матче чемпионата мира 2018 против сборной Чили Меркадо забил первый мяч за национальную команду. Летом того же года Габриэль стал серебряным призёром Кубка Америки в США. На турнире он сыграл в матчах против команд Панамы, США, Венесуэлы и дважды Чили.
В 2018 году Меркадо принял участие в чемпионате мира в России. На турнире он сыграл в матчах против команд Хорватии, Нигерии и Франции. В поединке против французов Габриэль забил гол.

### Голы за сборную Аргентины
| #   | Дата          | Место                                       | Противник | Счёт | Результат | Соревнование                      |
| --- | ------------- | ------------------------------------------- | --------- | ---- | --------- | --------------------------------- |
| 01. | 25 марта 2016 | Национальный стадион, Сантьяго, Чили        | Чили      | 1:2  | 1:2       | Чемпионат мира 2018 квалификация  |
| 02. | 30 марта 2016 | Марио Кемпес, Кордова, Аргентина            | Боливия   | 1:0  | 2:0       | Чемпионат мира 2018 квалификация  |
| 03. | 9 июня 2017   | Мельбурн Крикет Граунд, Мельбурн, Австралия | Бразилия  | 1:0  | 1:0       | Суперкласико де лас Америкас 2017 |
| 04. | 30 июня 2018  | Казань Арена, Казань, Россия                | Франция   | 1:2  | 4:3       | Чемпионат мира 2018               |

## Достижения

### Командные
«Эстудиантес»
- Чемпионат Аргентины по футболу — Ап. 2010

«Ривер Плейт»
- Чемпион Аргентины — Финаль 2014
- Обладатель Южноамериканского кубка — 2014
- Обладатель Рекопы Южной Америки — 2015
- Обладатель Кубка Либертадрес — 2015
- Обладатель Суперкубка Аргентины — 2014

### Международные
Аргентина (до 20)
- Чемпионат мира по футболу среди молодёжных команд — 2007

Аргентина
- Кубка Америки — 2016